# Aleksandr Ivanov (lluitador)
Aleksandr Ivanov   (Suntarski ulus, 10 de gener de 1951) és un lluitador rus, ja retirat, especialista en lluita lliure, que va competir sota bandera de la Unió Soviètica durant la dècada de 1970.
El 1976 va prendre part en els Jocs Olímpics d'Estiu de Montreal, on guanyà la medalla de plata en la competició del pes mosca del programa lluita lliure. En el seu palmarès també destaca una medalla de plata en el Campionat d'Europa de 1977 i dos campionats nacionals, el 1974 i 1976.
El novembre de 2013 va ser un dels portadors de la flama olímpica dels Jocs Olímpics d'Hivern de 2014 al seu pas per Iakutsk.